# Thitipoom Marksin
Thitipoom Marksin (21 maggio 2004) è un tuffatore thailandese.

## Biografia
Ha rappresentato la nazionale thailandese ai Giochi asiatici di Giacarta 2018 nel concorso della piattaforma 10 metri sincro, concludendo al settimo con il compagno Conrad Lewandowski.
Ai campionati mondiali di nuoto di Gwangju 2019 ha terminato quarantaquattresimo nella piattaforma 10 metri ed al sedicesimo posto nella piattaforma 10 m sincro, in coppia con Conrad Lewandowski. Nella gara a Squadre mista ha gareggiato con la connazionale Ramanya Yanmongkon ed è arrivato sedicesimo.

## Palmarès
| Anno | Manifestazione  | Sede     | Evento          | Risultato | Prestazione | Note  |
| ---- | --------------- | -------- | --------------- | --------- | ----------- | ----- |
| 2018 | Giochi asiatici | Giacarta | Sincro 10m      | 7º        | 291,84 p.   | [ 1 ] |
| 2019 | Mondiali        | Gwangju  | Piattaforma 10m | 46º Q     | 269,00 p.   |       |
| 2019 | Mondiali        | Gwangju  | Sincro 10m      | 16º Q     | 277,86 p.   |       |
| 2019 | Mondiali        | Gwangju  | Squadra mista   | 16º       | 238,70 p.   |       |